# Communauté de communes des Vals de Gartempe et Creuse
Die Communauté de communes des Vals de Gartempe et Creuse ist ein ehemaliger französischer Gemeindeverband mit der Rechtsform einer Communauté de communes im Département Vienne in der Region Nouvelle-Aquitaine. Sie wurde am 7. Juni 1999 mit Wirkung zum 30. Dezember 1999 gegründet und umfasste elf Gemeinden. Der Verwaltungssitz befand sich im Ort Pleumartin.

## Historische Entwicklung
Mit Wirkung vom 1. Januar 2017 wurde der Gemeindeverband aufgelöst. Der Großteil seiner Mitgliedsgemeinden schloss sich danach der Communauté d’agglomération du Pays Châtelleraudais an. Die Gemeinden La Bussière und Saint-Pierre-de-Maillé wechselten zur Communauté de communes Vienne et Gartempe.

## Ehemalige Mitgliedsgemeinden
1. Angles-sur-l’Anglin
2. La Bussière
3. Chenevelles
4. Coussay-les-Bois
5. Leigné-les-Bois
6. Lésigny
7. Mairé
8. Pleumartin
9. La Roche-Posay
10. Saint-Pierre-de-Maillé
11. Vicq-sur-Gartempe